# 蒙芒松
蒙芒松（法語：Montmançon，法語發音：[mɔ̃mɑ̃sɔ̃]）是法国科多尔省的一个市镇，属于第戎区。

## 地理
蒙芒松（47°21'9"N, 5°22'43"E）面积8.99 平方千米，位于法国勃艮第-弗朗什-孔泰大區科多尔省，该省份为法国中东部省份，北起奥布省，西接涅夫勒省和约讷省，南至索恩-卢瓦尔省，东南接汝拉省，东临上索恩省，东北部与上马恩省接壤。
与蒙芒松接壤的市镇（或旧市镇、城区）包括：舍日、德朗邦、圣索沃尔、沙尔姆、马朗德伊。

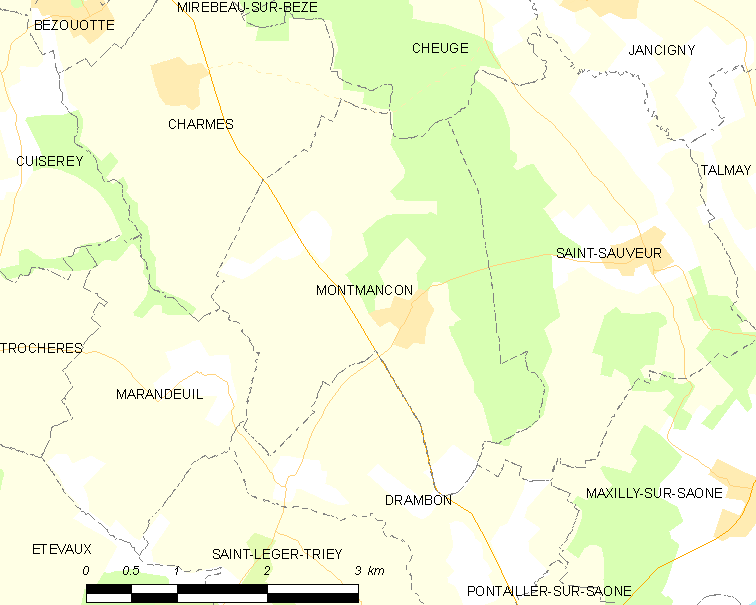
蒙芒松的OSM定位图

蒙芒松的时区为UTC+01:00、UTC+02:00（夏令时）。

## 行政
蒙芒松的邮政编码为21270，INSEE市镇编码为21437。

## 政治
蒙芒松所属的省级选区为欧克索讷县。

## 人口

1962-2008年间蒙芒松人口变化图示

蒙芒松于2022年1月1日时的人口数量为242人。